# João de Araújo Correia
João de Araújo Correia (* 1. Januar 1899 in Peso da Régua, Portugal; † 31. Dezember 1985, ebenda) war ein portugiesischer Schriftsteller.
Araújo Correia war als Arzt tätig. Sein Stil als Schriftsteller war von der Verbindung der Volks- mit der Literatursprache geprägt.

## Werke (Auswahl)
- Contos Bárbaros, 1941
- Contos Durienses, 1941
- Terra Ingrata, 1946
- Folhas de Xisto, 1959